# Paramuricea contorta
Paramuricea contorta är en korallart som beskrevs av Koch 1886. Paramuricea contorta ingår i släktet Paramuricea och familjen Plexauridae. Inga underarter finns listade i Catalogue of Life.